# گرز (خاش)
گرز (خاش)، روستایی از توابع بخش مرکزی شهرستان خاش در استان سیستان و بلوچستان ایران است.
درگرز طایفه شهلی بر وکرداست سفید ریش منطقه حاج خداداد شهلی بر است

## جمعیت
این روستا در دهستان سنگان قرار دارد و براساس سرشماری مرکز آمار ایران در سال ۱۳۸۵، جمعیت آن ۱۸۸ نفر (۴۰خانوار) بوده‌است.